# يوتاكا كاتاياما
يوتاكا كاتاياما (باليابانية: 片山豊؛ بالكانا: かたやま ゆたか) هو شخصية أعمال ياباني ومدير تنفيذي، ولد في 15 سبتمبر 1909 في هاماماتسو في اليابان، وتوفي في 19 فبراير 2015 في طوكيو في اليابان.
كان أول مدير لشركة نيسان في الولايات المتحدة.

## سيرة ذاتية
ولد يوتاكا في محافظة شيزوكا، كان الابن الثاني لرجل أعمال كان يسافر كثيرًا حول اليابان وكذلك سافر إلى تايوان، وخلال وجوده في تايوان، أصيب الصغير يوتاكا بالملاريا وتم إرساله إلى قرية جده لوالده الذي كان يملك أرض واسعة في محافظة سايتاما ليتعافى ويذهب إلى المدرسة. تواجه وتعرف للمرة الأولى على الثقافة الأمريكية في منتصف عام 1929 عندما كان يستعد للالتحاق بجامعة كيئو. في ذلك الوقت، عمل ككاتب سجل على سفينة كانت تنقل حمولة من الحرير إلى كولومبيا البريطانية وفانكوفر في كندا، بالإضافة إلى نقل عشرين مسافرًا إلى سياتل في الولايات المتحدة، ثم قضى بعدها أربع شهور في إقليم الشمال الغربي الهادئ حتى أنهت السفينة تحميل حمولة العودة.
في سنة 1935 تخرج من جامعة كيئو وحصل على وظيفة في شركة نيسان. في سنة 1937 تزوج من ماساكو كاتاياما وأخذ اسم عائلتها.
ابنه هو لاعب كرة القدم المتقاعد هيروشي كاتاياما.